# Forum pour d'autres indicateurs de richesse
Pour les articles homonymes, voir FAIR.
Le collectif « Forum pour d'autres indicateurs de richesse », ou encore FAIR (acronyme en forme de clin d'œil qui signifie juste ou équitable en anglais) regroupe une cinquantaine de chercheurs et de militants associatifs réfléchissant d'une manière critique à la question des indicateurs économiques  et des indicateurs de progrès des sociétés. Ce regroupement au départ informel est rapidement passé de la réflexion à la diffusion, puis de la diffusion à l'action avec l'ambition d'intégrer de larges collectifs contribuant à la contestation des indicateurs économiques dominants que sont le PIB ou le taux de croissance économique, puis à l'élaboration de nouveaux indicateurs de substitution.

## Origine et premières activités critiques
De 2008 à 2010, les trois premières années de FAIR ont été déterminantes.

### Formation du collectif FAIR
FAIR date du début 2008. L'occasion de son lancement fut la création de la dite Commission Stiglitz-Sen chargée d'élaborer de nouveaux indicateurs de richesse et de bien-être sur la proposition de Nicolas Sarkozy le 8 janvier 2008. Cette commission, dont le nom officiel est « Mesure de la Performance Économique et du Progrès Social », avait initialement pour but de développer une « réflexion sur les moyens d'échapper à une approche trop quantitative, trop comptable de la mesure de nos performances collectives ». L'économiste Jean Gadrey fut sollicité pour participer à cette commission. Après en avoir discuté avec plusieurs de ses amis militant pour d’autres indicateurs, il décida de participer aux activités de cette commission.
Ce débat collectif déboucha au premier trimestre 2008 sur la création de FAIR, comme réseau de la société civile. Parmi ses animateurs, on trouve, outre Jean Gadrey, plusieurs chercheurs ayant déjà réalisé de nombreux travaux critiques sur la question des indicateurs économiques dominants, tels Pierre Concialdi (l'un des initiateurs de  cet indicateur alternatif qu'est le BIP40), Florence Jany-Catrice, Dominique Méda, Georges Menahem et Patrick Viveret. Y participent aussi des représentants de collectivités territoriales, notamment du Nord-Pas-de-Calais, et d'associations, dont le "collectif richesse" qui a fait connaître en France l'idée de "Produit intérieur doux", la fondation France-Libertés, l'association internationale Pekea, etc. L'ancien directeur adjoint du Programme des Nations unies pour le développement, Jean Fabre, a fait également partie du groupe d'animation, ainsi qu'Hélène Combe (Observatoire de la décision publique).
Le collectif FAIR regroupait à l'origine une pluralité d'acteurs : des enseignants, des chercheurs, des acteurs territoriaux et des coordonnateurs de réseaux professionnels ou citoyens. Il entendait prendre part à la remise en cause des indicateurs dits « de progrès », dans le cadre de quatre orientations :
- Mettre en lien et capitaliser les initiatives des réseaux, des institutions et des territoires pour la mise en œuvre de nouveaux indicateurs ;
- S'impliquer dans une collaboration vigilante avec la « Commission Stiglitz » ;
- Contribuer, par l'organisation directe d'évènements partenariaux et par la participation à des rencontres diverses, à l'invention d'un modèle de gouvernance à l’échelle des enjeux sociétaux et démocratiques ;
- S'associer activement, et dans une vision de cohérence internationale, à la coconstructions de nouveaux indicateurs de richesse et de progrès, à l'échelle de la nation comme à celle des régions.

Les acteurs de FAIR déclaraient ainsi dans la conclusion de leur manifeste traduit en plusieurs langues : « C'est en redonnant sens aux échanges non économiques et à « ce qui compte le plus » pour nous que nous serons en capacité de redéfinir la notion de richesse, de refonder les règles du partage, les supports d’échanges comme la monnaie, mais aussi les modalités de compte, ou encore les systèmes de redistribution appropriés. Que nous serons en mesure de redonner sa juste place - et non pas toute la place - à l'économie. »

### De 2008 à 2010: autour de la Commission Stiglitz
En 2008 et 2009, pour ses premières activités, le collectif FAIR s'est réuni  parallèlement à la Commission Sen-Stiglitz-Fitoussi dans les locaux d'institutions telles que la Fondation France-Libertés qui lui ont assuré un appui initial déterminant. Plus généralement, FAIR s'est appuyé sur le soutien d'associations telles que France Libertés, Attac, Utopia, et d'organisations syndicales comme la CFDT et la CGT. De premières manifestations publiques ont concrétisé les avancées de ses analyses :
- La réunion à l'Assemblée nationale d'une « rencontre » ayant pour titre Enjeux démocratiques d’une nouvelle approche de la richesse : de nouveaux  indicateurs, oui, mais comment et pour quoi faire ?[4].
- La participation d'une partie du collectif FAIR, le 11 décembre 2008, aux réflexions de la Commission Stiglitz avec une partie de ses membres.
- La seconde manifestation publique du collectif FAIR s'est déroulée le 30 mars 2009 au Conseil économique, social et environnemental (CESE) devant une assistance de plus de cent personnes.
- D'autres manifestations publiques de FAIR ont accompagné la sortie du rapport de la Commission Stiglitz. Au moment de la sortie de son résumé en juillet 2009, FAIR a produit une analyse des acquis et des limites du rapport[5] et l'a commentée lors d'une conférence de presse tenue au siège de la CFDT le 1er juillet 2009. Enfin, au moment de la présentation nationale du rapport dit "Sen-Stiglitz-Fitoussi" au Collège de France le 14 septembre, FAIR était encore là : il avait diffusé un communiqué à la presse[6] et est intervenu pendant la conférence de presse tenue par les principaux animateurs de la commission, Joseph Stiglitz et Jean-Paul Fitoussi, événement dont ont fait état de nombreux articles dans la presse, dont Les échos[7], ou Le Monde diplomatique[8].

## Diffusion et premières publications
Le collectif FAIR de chercheurs et statisticiens a multiplié des travaux originaux, tant de critique des indicateurs officiels que de promotion des indicateurs alternatifs. D'où une somme qui a joué un rôle de référence pour certains parlementaires et pour plusieurs institutions dans divers domaines.

### Une analyse critique des travaux de la Commission Stiglitz
Des textes en ligne concrétisant les travaux de FAIR ont été largement diffusés par le biais d'un site public édité par le mensuel Alternatives économiques.
Une première version des conclusions de la Commission Stiglitz a été mise en ligne en juin 2009. Au même moment, FAIR a publié une  première note soulignant les apports du premier chapitre de ce rapport et critiquant en même temps aussi bien la méthode de travail "très opaque" de la Commission que les limites de ses propositions,. À l'inverse d'une commission « en chambre », FAIR préconise une participation citoyenne pour redéfinir les indicateurs d’Eurostat.
On peut résumer l'analyse du collectif FAIR en deux principaux points.
- L'essentiel : Il souligne d'abord l'« avancée notoire en termes de diagnostic » réalisée par la Commission, à savoir « la remise en cause du PIB en tant qu’indicateur de performance et de progrès. […] Le PIB, centré sur la production et la consommation marchandes et monétaires, ne prend en compte que certaines activités, ignore les effets prédateurs du productivisme et de la dérégulation sur la vie sociale et sur l’environnement. Il compte positivement des activités néfastes ou qui ne font que réparer des dégâts d’origine humaine. Il est indifférent à la mise en cause des biens communs vitaux (eau, air, sol…) et à la violation des droits fondamentaux de milliards de personnes qui en résulte. Il a été incapable de nous alerter sur l’existence et l’aggravation des crises sociales, écologiques, économiques et financières. Il nous a aveuglés et rendus collectivement insensibles aux dérives de notre modèle de développement. »
- Sur le côté critique, il met en cause nettement l'indicateur privilégié par la Commission Stiglitz pour pallier les insuffisances du PIB. Leur rapport, selon ce collectif, « survalorise l’épargne nette ajoutée (ENA) issue des travaux de la Banque mondiale. Or, cet indicateur est à bannir des futurs repères-clefs. Il est exclusivement monétaire, incompréhensible pour les non-spécialistes, inadapté à la décision politique, inacceptable dans sa façon de rendre interchangeables trois formes de capital : « économique » (issu de la production), « humain » (abordé via les seules dépenses d’éducation), « naturel » (limitant les dommages écologiques aux seuls aspects climatiques). »[14].

### Un petit livre présentant les nouveaux indicateurs de richesse
- le mensuel Alternatives économiques a édité dans sa collection de petits livres de poche un recueil intitulé « La richesse autrement » et regroupant une quarantaine d'articles faisant le tour de la question des nouveaux indicateurs de richesse. Un tel rassemblement d'articles fait référence pour plusieurs institutions de défense des populations précarisées[15].

## Analyses de FAIR après 2011 et impacts dans les institutions
Dès sa naissance, le collectif d'intellectuels composant FAIR a pris une position résolument critique à l'égard des indicateurs monétaires dominants qu'étaient le PIB et le Revenu national. En définitive, ces déconstructions de la mesure du progrès économique et social ont fini par avoir quelques impacts sur les indicateurs

### Après 2011: impacts au niveau des régions et de l'État
Après 2011, des débats et échanges ont continué à être menés autour du collectif FAIR, à un rythme moins soutenu du fait de la remise de fin de mission de la commission Stiglitz. Ils ont visé à développer la réflexion sur le problème de la mesure et, en même temps, à impulser le débat collectif sur la définition du progrès, dans les régions comme au niveau national.
- Sur la question des indicateurs alternatifs régionaux :

Plusieurs des manifestations de FAIR ont pris place dans un cadre régional, notamment à Lille, pour la région Nord Pas de Calais, et à Nantes, en liaison avec les équipes locales concernées par la question des indicateurs.
Le collectif FAIR de l'Université Lille II, a ainsi élaboré en région Hauts-de-France un « indicateur de santé sociale » qui estimait, pour l’année 2004, le bien-être social des régions françaises. Pour Dominique Méda, « Fruit d’un processus collectif, et inspiré par la dynamique du réseau FAIR, cet indicateur avait été sélectionné par la commission Développement durable environnement de l’association des régions de France dans son panorama d’autres indicateurs de richesse ». Dans la continuité de cette étude, la santé sociale des nouvelles régions françaises et son évolution de 2008 à 2016 a fait l'objet d'une recherche approfondie menant à un rapport en 2018, laquelle a été reliée aux évaluations du social progress index.
- Le vote d'une loi nationale obligeant à livrer un rapport annuel :

Les débats d’experts de la dite Commission Stiglitz-Sen-Fitoussi et les examens critiques du collectif FAIR qui l'ont accompagné « ont inspiré une loi visant à la prise en compte des nouveaux indicateurs de richesse dans la définition des politiques publiques ». Portée par la députée Éva Sas de EELV, cette loi a été votée à l’unanimité par l'Assemblée nationale en avril 2015. Elle obligeait le gouvernement à livrer chaque année, un rapport mettant en exergue dix indicateurs (tels que l'empreinte carbone ou l'espérance de vie en bonne santé) afin de guider le débat budgétaire sur politiques publiques. Cela fut fait en octobre 2015, puis en octobre 2017. Mais, en décembre 2018, cette obligation légale n'avait pas encore été respectée, ce qui a incité les deux présidentes du collectif FAIR à protester en compagnie de quatre parlementaires, du président de l'Institut Veblen et d'Éva Sas, une première fois dans la presse. La tribune rappelait que « L’État a l’obligation de publier une étude sur l’impact de ses choix en matière de développement durable et au regard des inégalités ».
- De premiers bilans : les insuffisances de la boussole de la croissance :

Quatre mois plus tard, à l'heure où le troisième rapport sur les Nouveaux Indicateurs de Richesse avait fini par être publié, l'ex-député et rédactrice de la loi en cause, Éva Sas en a profité pour insister à nouveau « sur les raisons pour lesquelles adopter de Nouveaux Indicateurs de Richesse est le vecteur indispensable d’une politique économique du XXIe siècle ». Pour elle, « Le PIB est en effet un indicateur bien imparfait qui ne dit rien des inégalités de revenus, qui ne dit rien des dégradations environnementales, qui donne même paradoxalement une valeur positive aux destructions, puisqu’elles contraignent à consommer pour réparer », constat qu'elle référait explicitement aux avancées du « Forum pour d’Autres Indicateurs de Richesse et au rapport Stiglitz-Sen-Fitoussi, en particulier ». La référence à Jean Gadrey lui permettait d'enfoncer son clou en signalant le paradoxe d'Easterlin selon lequel, « à partir d’un certain niveau, le PIB peut augmenter sans avoir aucune incidence sur le taux de satisfaction. En France par exemple, le PIB a augmenté de 75 % entre 75 et 2013, et le taux de satisfaction est passé de 6,1 à 6,4. En Italie, le PIB a augmenté de 70 % sur la même période, et le taux de satisfaction est resté très exactement le même. » Elle en tirait une double conclusion : d'une part, « faire de la progression du pouvoir d’achat la quête unique et infinie de nos sociétés, est une erreur d’analyse » et, d'autre part, « il est d’autant plus important de mettre en place et suivre de nouveaux indicateurs de richesse pour rappeler que l’éducation, la santé, l’emploi, la réduction des inégalités et la préservation de l’environnement sont les objectifs premiers de nos politiques publiques ».
Un an plus tard, fin 2018, l'économiste et coprésidente de FAIR, Florence Jany-Catrice a publié dans Libération son propre bilan du retard de quatre mois avec lequel le rapport du gouvernement avait été finalement publié. Elle soulignait que si le taux de croissance est devenu une finalité pour les sociétés, cet indicateur « n'est pas approprié pour répondre aux grands enjeux du XXIe siècle que sont la dégradation vertigineuse des patrimoines écologiques (au premier rang desquels le changement climatique), l'aggravation des inégalités économiques, la perte de cohésion sociale et certainement aussi les menaces que ces crises gigantesques font peser sur la démocratie ».
Deux ans plus tard, en mai 2000, les cinq principaux fondateurs du Forum pour d’autres indicateurs de richesse alourdissaient, dans une tribune du Monde, leur bilan des insuffisances de la politique du gouvernement en matière d'application de la loi Sas sur les nouveaux indicateurs : pour eux, « votée à l’unanimité en 2015, cette loi n’est plus appliquée, et ne l’a d’ailleurs jamais vraiment été … ». Dans le contexte de la crise sanitaire, Jean Gadrey, Patrick Viveret et les trois coprésidentes de Fair soulignaient que, bien loin de toute idée de croissance, le moment était venu d'effectuer « des réévaluations symboliques allant à rebours de la hiérarchie des valeurs dominantes. Ces réévaluations nous disent qu’il existe des biens et services essentiels, des métiers, majoritairement exercés par des femmes, relégués en bas de l’échelle des revenus, des qualifications et du prestige, qu’il faut nettement revaloriser et développer, et d’autres dont l’utilité pour la société est discutable ou négative. » Mais, poursuivait le collectif, « pour l'instant, ces réévaluations, bien présentes dans le débat public, y compris de la part du président de la République, ne se sont pas traduites en actes politiques forts. Il se pourrait même qu’elles soient enterrées d’ici quelques mois, si les « impératifs économiques » reprennent le dessus et si la priorité redevient la quête éperdue de la croissance. » Ce constat les incitait à conclure que « l’alternative est pourtant simple, mais elle ne peut convenir à l’oligarchie : c’est une juste répartition des richesses économiques et non économiques, associée à de nouvelles priorités de production et de consommation mettant l’utile et les biens communs au-dessus du futile et de l’accumulation privée. » Un tel constat impliquait « de se donner d’autres indicateurs comme guides de progrès humain, sanitaire, social, écologique et démocratique. Ce qui compte le plus ne peut pas toujours être compté, mais, dans certains domaines particulièrement vitaux comme le climat, les inégalités, la santé, ou la dette publique, des débats citoyens alimentés par des experts sont à même de proposer des indicateurs-balises. »

### Depuis 2020: la mise en place de séminaires
Dans cette seconde décennie du XXIe siècle où le changement climatique est un des enjeux primordiaux de la vie humaine et sociale, le Forum pour d’Autres Indicateurs de Richesse (FAIR) a cherché à aborder les façons dont les entreprises ou les collectivités locales prennent en compte les objectifs de transition écologique et sociale auxquels elles sont confrontées. Un séminaire interdisciplinaire a ainsi été mis en place dans le cadre de l'école des hautes études en sciences sociales. Il a tenu deux séances en 2020.
- Le 12 février 2020, une première journée d’études FAIR, s’est intéressée à la façon dont les entreprises pouvaient étendre leur cadre comptable pour négocier la transition écologique et sociale. Cette discussion reste ouverte, en particulier pour s’informer de l’effectivité de ces extensions, pour interroger leurs présupposés, et pour préciser les innovations auxquelles elles peuvent donner lieu[22].
- Le 14 octobre 2020, une seconde journée avait pour objectif d’élargir les interrogations en abordant la façon dont les collectivités territoriales et les acteurs de l’économie sociale essayent de construire de multiples outils afin de s’engager dans cette transition écologique et sociale et de la suivre[22].